# آلان أرنولد غريفيث
آلان آرنولد غريفيث (Alan Arnold Griffith)، وُلِد في 13 يونيو 1893 وتوفي في 13 أكتوبر 1963، كان مهندسًا إنجليزيًا وابن كاتب الخيال العلمي الفيكتوري جورج غريفيث. حصل على وسام الإمبراطورية البريطانية وزمالة الجمعية الملكية
من بين مساهماته العديدة، يُعرف بشكل خاص بعمله في مجال الإجهاد والكسور في المعادن، والذي يُعرف اليوم باسم إجهاد المعادن (Metal Fatigue)، بالإضافة إلى كونه من أوائل من وضعوا أساسًا نظريًا قويًا للمحركات النفاثة. كانت تصاميمه المتقدمة لمحركات النفاثة ذات التدفق المحوري (Axial-Flow Turbojet) عنصرًا حاسمًا في تطوير أول محرك نفاث تشغيلي بريطاني يعمل بالتدفق المحوري، وهو ميتروبوليتان-فيكرز F.2، والذي عمل بنجاح لأول مرة في عام 1941.
مع ذلك، لم يكن لغريفيث دور مباشر كبير في إنتاج المحرك فعليًا، وذلك بعد انتقاله عام 1939 من رئاسة قسم المحركات في مؤسسة الطيران الملكية لبدء عمله في شركة رولز-رويس.

## الأعمال المبكرة
حصل آلان آرنولد غريفيث على الدرجة الأولى في الهندسة الميكانيكية، ثم نال درجة الماجستير والدكتوراه من جامعة ليفربول. في عام 1915، تم قبوله في مصنع الطائرات الملكي كمتدرب، قبل أن ينضم في العام التالي إلى قسم الفيزياء والأدوات، والذي أُعيدت تسميته لاحقًا إلى مؤسسة الطيران الملكية.
بعض من أعمال غريفيث المبكرة لا تزال مستخدمة على نطاق واسع حتى اليوم. ففي عام 1917، اقترح مع جي. آي. تايلور استخدام أغشية الصابون كوسيلة لدراسة مشكلات الإجهاد في المواد. وفي هذه الطريقة، يتم تمديد فقاعة صابون بين عدة خيوط تمثل حواف الجسم قيد الدراسة، وتُظهر ألوان الغشاء نمط توزيع الإجهاد.
وقد استُخدمت هذه الطريقة، وطرق مشابهة، على نطاق واسع حتى تسعينيات القرن العشرين، إلى أن حلت نمذجة الكمبيوتر محلها.